# 小原宗夫
小原 宗夫（こはら むねお、1958年は、日本の漫画家。別名義に西脇 まゆ（にしわき まゆ）がある。

## 来歴
多摩美術大学中退　同期にしりあがり寿や喜国雅彦らがいる。20代の頃はしもさか保のアシスタントをしていた。
1988年から1990年まで集英社『月刊少年ジャンプ』で連載した『瞳ダイアリー』は同誌が主軸としていたお色気漫画の代表作の一つに挙げられることもあり、ジャンプ・コミックス版が絶版となった後も2001年と2017年の2回にわたり復刊されている。
『瞳ダイアリー』連載終了後の1990年代は「西脇まゆ」のペンネームにより、少年画報社『ヤングコミック』に読み切りや短期連載の形で新作を発表していた。商業作品の執筆は2001年に『瞳ダイアリー』が英知出版から復刊された時に新作エピソード「21st Century」を描き起こしたのが最後とみられる。2017年に復刊ドットコムが同作を再復刊するに当たっては、編集部の調査で消息を把握できなかったため著作権情報センターのサイトに情報提供を求める広告が掲載された後、同年9月21日付で文化庁が著作権法（第67条、103条）で定められた裁定制度に基づく許諾を行った。

## 作品
- 瞳ダイアリー（月刊少年ジャンプ、1988年 - 1990年）

単行本全4巻。2001年に英知出版・トラウママンガブックスの第1集として復刊、2017年には復刊ドットコムから新装版として再復刊された。
- プロレス美少女伝説（増刊ジャンプオリジナル、読み切り）

### 西脇まゆ名義
いずれも少年画報社『ヤングコミック』掲載、未単行本化。
- かかっておいで
- トリプルDoll
- 香り師リカ
- こんなのありかよ
- それいけバニーちゃん